# Adiabatisk flamtemperatur

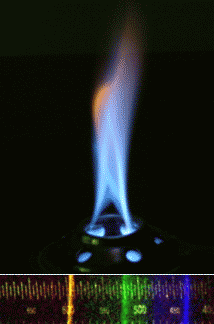
Etanolbränning med dess spektrum avbildat

Adiabatisk flamtemperatur är den temperatur som blir resultatet av förbränning under idealiska förhållanden där ingen värmeenergi eller mekanisk energi utväxlas med omgivningen. Det finns två typer av adiabatisk flamtemperatur: konstant volym och konstant tryck, beroende på hur processen slutförs. Vid konstanta volymen är adiabatisk flamtemperatur den temperatur som är resultatet av en fullständig förbränningsprocess som sker utan arbete, värmeöverföring eller förändringar i kinetisk eller potentiell energi. Dess temperatur är högre än i konstanttrycksprocessen eftersom ingen energi används för att ändra systemets volym (det vill säga generera arbete).

## Vanliga lågor
I det dagliga livet är huvuddelen av lågor man möter de som orsakas av snabb oxidering av kolväten i material som trä, vax, fett, plast, propan och bensin. Den adiabatiska flamtemperaturen med konstant tryck för sådana ämnen i luft ligger i ett relativt snävt område runt 1 950 °C. Detta beror mest på att förbränningsvärmen av dessa föreningar är ungefär proportionell mot mängden syre som förbrukas, vilket proportionellt ökar mängden luft som måste värmas, så effekten av en större förbränningsvärme på flamtemperaturen kompenseras. Ofullständig reaktion vid högre temperatur minskar ytterligare effekten av en större förbränningsvärme.
Eftersom de flesta förbränningsprocesser som sker naturligt sker i det fria, finns det inget som begränsar gasen till en viss volym som cylindern i en motor. Som ett resultat kommer dessa ämnen att brinna vid ett konstant tryck, vilket gör att gasen kan expandera under processen. 

## Vanliga lågtemperaturer
Om man antar initiala atmosfäriska förhållanden (1 bar och 20 °C), visar följande tabell flamtemperaturen för olika bränslen under konstanta tryckförhållanden. De temperaturer som nämns här är för en stökiometrisk bränsle-oxidationsmedelsblandning (det vill säga ekvivalensförhållande φ  = 1).
Observera att detta är teoretiska, inte faktiska, lågtemperaturer som produceras av en låga som inte förlorar någon värme. Den närmaste kommer att vara den hetaste delen av en låga, där förbränningsreaktionen är mest effektiv. Detta förutsätter också fullständig förbränning (till exempel perfekt balanserad, rökfri, vanligtvis blåaktig låga). Flera värden i tabellen stämmer väsentligt inte överens med litteraturen eller förutsägelser från onlinemätare.
| Bränsle                | Oxidator 1 bar 20 °C | {\displaystyle T_{\text{ad}}} | {\displaystyle T_{\text{ad}}} |
| Bränsle                | Oxidator 1 bar 20 °C | (°C)                          | (°F)                          |
| ---------------------- | -------------------- | ----------------------------- | ----------------------------- |
| Acetylen (C2H2)        | Luft                 | 2500                          | 4532                          |
| Acetylen (C2H2)        | Syre                 | 3480                          | 6296                          |
| Butan (C4H10)          | Air                  | 2231                          | 4074                          |
| Cyanogen (C2N2)        | Syre                 | 4525                          | 8177                          |
| Dicyanoacetylen (C4N2) | Syre                 | 4990                          | 9010                          |
| Etan (C2H6)            | Luft                 | 1955                          | 3551                          |
| Etanol (C2H5OH)        | Luft                 | 2082                          | 3779                          |
| Bensin                 | Luft                 | 2138                          | 3880                          |
| Vätgas (H2)            | Luft                 | 2254                          | 4089                          |
| Magnesium (Mg)         | Luft                 | 1982                          | 3600                          |
| Metan (CH4)            | Luft                 | 1963                          | 3565                          |
| Metanol (CH3OH)        | Luft                 | 1949                          | 3540                          |
| Nafta                  | Luft                 | 2533                          | 4591                          |
| Naturgas               | Luft                 | 1960                          | 3562                          |
| Pentan (C5H12)         | Luft                 | 1977                          | 3591                          |
| Propan (C3H8)          | Luft                 | 1980                          | 3596                          |
| Metylacetylen (CH3CCH) | Luft                 | 2010                          | 3650                          |
| Metylacetylen (CH3CCH) | Syre                 | 2927                          | 5301                          |
| Toluen (C7H8)          | Luft                 | 2071                          | 3760                          |
| Trä                    | Luft                 | 1980                          | 3596                          |
| Fotogen                | Luft                 | 2093                          | 3801                          |
| Lätt eldningsolja      | Luft                 | 2104                          | 3820                          |
| Medium eldningsolja    | Luft                 | 2101                          | 3815                          |
| Tung eldningsolja      | Luft                 | 2102                          | 3817                          |
| Bituminöst kol         | Luft                 | 2172                          | 3943                          |
| Antracit               | Luft                 | 2180                          | 3957                          |
| Antracit               | Syre                 | ≈3500                         | ≈6332                         |
| Aluminium              | Syre                 | 3732                          | 6750                          |
| Litium                 | Syre                 | 2438                          | 4420                          |
| Fosfor (vit)           | Syre                 | 2969                          | 5376                          |
| Zirkonium              | Syre                 | 4005                          | 7241                          |

## Termodynamik
Från termodynamikens första lag för ett slutet reagerande system har vi
{\displaystyle {}_{R}Q_{P}-{}_{R}W_{P}=U_{P}-U_{R}}
där, {\displaystyle {}_{R}Q_{P}} och {\displaystyle {}_{R}W_{P}} är värmen respektive arbetet som överförs från systemet till omgivningen under processen, och {\displaystyle U_{R}} och {\displaystyle U_{P}} är den inre energin hos reaktanterna respektive produkterna. I fallet med konstant volym av adiabatisk flamtemperatur hålls systemets volym konstant och därför sker inget arbete:
{\displaystyle {}_{R}W_{P}=\int \limits _{R}^{P}{pdV}=0}
Det finns heller ingen värmeöverföring eftersom processen definieras som adiabatisk: {\displaystyle {}_{R}Q_{P}=0}. Som ett resultat är produkternas inre energi lika med reaktanternas inre energi: {\displaystyle U_{P}=U_{R}}. Eftersom detta är ett slutet system är massan av produkterna och reaktanterna konstant och den första lagen kan skrivas på massabasis,
{\displaystyle U_{P}=U_{R}\Rightarrow m_{P}u_{P}=m_{R}u_{R}\Rightarrow u_{P}=u_{R}}.

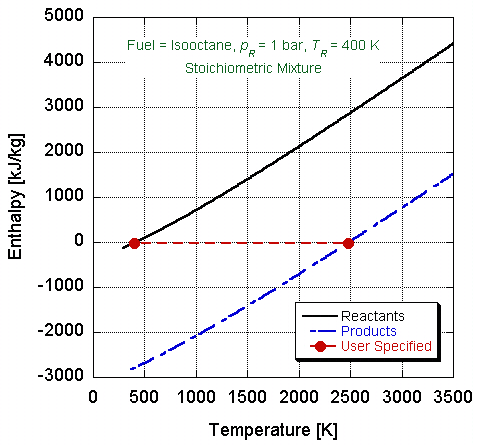
Entalpi kontra temperatur diagram som illustrerar beräkning av slutet system

I fallet med konstant tryck adiabatisk flamtemperatur hålls systemets tryck konstant, vilket resulterar i följande ekvation för arbetet:
{\displaystyle {}_{R}W_{P}=\int \limits _{R}^{P}{pdV}=p\left({V_{P}-V_{R}}\right)}
Återigen sker ingen värmeöverföring eftersom processen definieras som adiabatisk: {\displaystyle {}_{R}Q_{P}=0}. Från den första lagen finner vi att,
{\displaystyle -p\left({V_{P}-V_{R}}\right)=U_{P}-U_{R}\Rightarrow U_{P}+pV_{P}=U_{R}+pV_{R}}
Definitionen av entalpi ges av {\displaystyle H_{P}=H_{R}}. Eftersom detta är ett slutet system är massan av produkterna och reaktanterna densamma och den första lagen kan skrivas på massbasis:
{\displaystyle H_{P}=H_{R}\Rightarrow m_{P}h_{P}=m_{R}h_{R}\Rightarrow h_{P}=h_{R}}.
Det framgår härav att den adiabatiska flamtemperaturen för processen med konstant tryck är lägre än den för processen med konstant volym. Detta beror på att en del av den energi som frigörs vid förbränning går, som arbete, till att ändra volymen på styrsystemet.

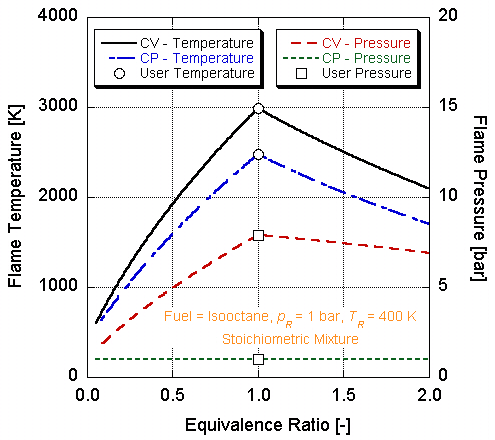
Adiabatiska flamtemperaturer och tryck som en funktion av förhållandet mellan luft och ISO-oktan. Ett förhållande på 1 motsvarar det Stökiometriska Förhållandet

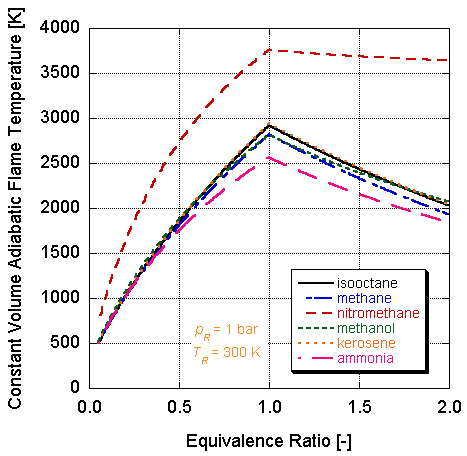
Konstant volym flamtemperatur för ett antal bränslen, med luft

Görs antagandet att förbränningen slutförs (det vill säga bildar bara CO2 och H2O), kan den adiabatiska flamtemperaturen beräknas för hand antingen vid stökiometriska förhållanden eller mager av stökiometri (överskott av luft). Detta beror på att det finns tillräckligt med variabler och molära ekvationer för att balansera vänster och höger sida,
{\displaystyle {\rm {C}}_{\alpha }{\rm {H}}_{\beta }{\rm {O}}_{\gamma }{\rm {N}}_{\delta }+\left({a{\rm {O}}_{\rm {2}}+b{\rm {N}}_{\rm {2}}}\right)\to \nu _{1}{\rm {CO}}_{\rm {2}}+\nu _{2}{\rm {H}}_{\rm {2}}{\rm {O}}+\nu _{3}{\rm {N}}_{\rm {2}}+\nu _{4}{\rm {O}}_{\rm {2}}}
Rik på stökiometri finns det inte tillräckligt med variabler eftersom förbränningen inte kan fullföljas med åtminstone CO och H2 behövs för molarbalansen (detta är de vanligaste produkterna av ofullständig förbränning),
{\displaystyle {\rm {C}}_{\alpha }{\rm {H}}_{\beta }{\rm {O}}_{\gamma }{\rm {N}}_{\delta }+\left({a{\rm {O}}_{\rm {2}}+b{\rm {N}}_{\rm {2}}}\right)\to \nu _{1}{\rm {CO}}_{\rm {2}}+\nu _{2}{\rm {H}}_{\rm {2}}{\rm {O}}+\nu _{3}{\rm {N}}_{\rm {2}}+\nu _{5}{\rm {CO}}+\nu _{6}{\rm {H}}_{\rm {2}}}
Om vattengasförskjutningsreaktionen inkluderas,
{\displaystyle {\rm {CO}}_{\rm {2}}+H_{2}\Leftrightarrow {\rm {CO}}+{\rm {H}}_{\rm {2}}{\rm {O}}}
och jämviktskonstanten används för denna reaktion, kommer vi att ha tillräckligt med variabler för att slutföra beräkningen.
Olika bränslen med olika nivåer av energi och molära beståndsdelar kommer att ha olika adiabatisk flamtemperatur.

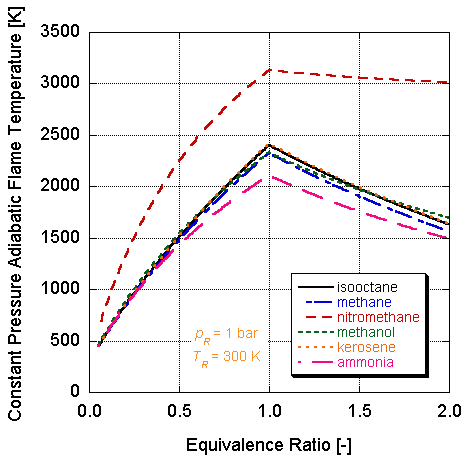
Konstant tryck flamtemperatur av ett antal bränslen, med luft

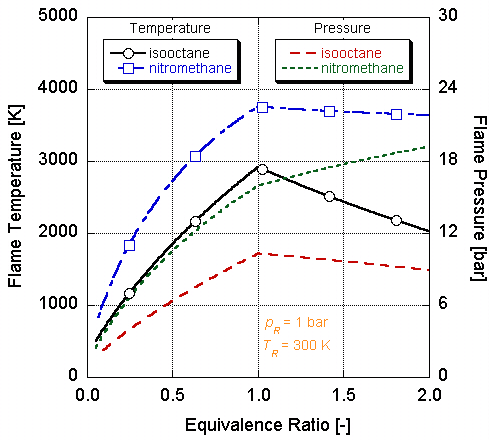
Nitrometan kontra isooktan flamtemperatur och tryck

Det framgår av följande figur varför nitrometan (CH3NO) ofta används som en krafthöjning för bilmotorer. Eftersom varje molekyl av nitrometan innehåller en oxidant med relativt hög energibindningar mellan kväve och syre, kan den brinna med mycket högre temperatur än kolväten eller syrehaltig metanol. Detta är analogt med att tillsätta rent syre, vilket också höjer den adiabatiska flamtemperaturen. Detta i sin tur gör att den kan bygga upp mer tryck under en konstant volymprocess. Ju högre tryck, desto mer kraft på kolven skapar mer arbete och mer kraft i motorn. Den förblir relativt varm och rik på stökiometri eftersom den innehåller sin egen oxidant. Men kontinuerlig drift av en motor på nitrometan kommer så småningom att smälta kolven och/eller cylindern på grund av denna högre temperatur.

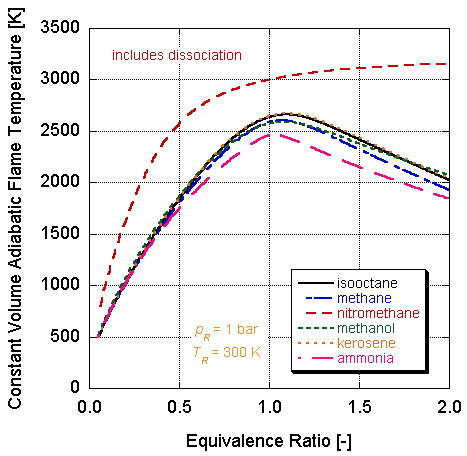
Effekter av dissociation på adiabatisk flamtemperatur

I verkliga tillämpningar sker i allmänet icke fullständig förbränning. Kemi ger att dissociation och kinetik kommer att förändra produktens sammansättning. Det finns ett antal program tillgängliga som kan beräkna den adiabatiska flamtemperaturen med hänsyn till dissociation genom jämviktskonstanter (Stanjan, NASA CEA, AFTP).